# Ponera affinis
Ponera affinis är en myrart som beskrevs av Jerdon 1850. Ponera affinis ingår i släktet Ponera och familjen myror. Inga underarter finns listade i Catalogue of Life.